# 청단역
청단역(靑丹驛)은 조선민주주의인민공화국 황해남도 청단군 청단읍에 있는 배천선의 철도역이다. 과거에는 토해선의 철도역이었다.

## 같이 보기
- 조선민주주의인민공화국의 철도